# فینو مورناسکو
فینو مورناسکو (به ایتالیایی: Fino Mornasco) یک کومونه در ایتالیا است که در استان کومو واقع شده‌است.

## خصوصیات
فینو مورناسکو ۷٫۳ کیلومترمربع مساحت و ۸٬۷۱۲ نفر جمعیت دارد و ۳۳۴ متر بالاتر از سطح دریا واقع شده‌است.